# Sangspruchdichtung
Unter dem Begriff Sangspruchdichtung fasst die germanistische Mediävistik mittelhochdeutsche strophische Texte zusammen, die als Haupterkennungsmerkmal eine lehrhafte (didaktische) Ausrichtung teilen und gesungen vorgetragen wurden. Spruchdichtung ist die übergeordnete Gattungsbezeichnung, die auch die gesprochen vorgetragenen Texte miteinschließt.

## Definition und Abgrenzung
Im Unterschied zu Minnesang kann Sangspruchdichtung als früher Vertreter der engagierten Literatur gesehen werden. Im Mittelpunkt stehen nicht ästhetische oder stilistische Belange, sondern die zielgerichtete Formulierung eines Themas oder Anliegens. Zweck kommt vor Ästhetik, wobei Ersteres das Zweite nicht ausschließt. Sangspruchdichtung ist diskursiv und argumentativ weitaus komplexer als Minnesang. Sangsprüche besitzen ein hohes Maß an Selbstreferenzialität und sind vielschichtig vernetzt. Das äußert sich in Form von Zitaten, Wortkreationen, Anspielungen auf Dichterkollegen und Zeitgenossen oder historische Ereignisse (wie z. B.: Kaiser- und Papstwahl etc.).

## Allgemeines
Es handelt sich um Texte von Autoren des späten 12. bis 15. Jh. Danach lebt die Tradition der Sangspruchdichtung im Meistergesang fort. Das Prinzip der Einstrophigkeit galt bis etwa zur Mitte des 14. Jh. und stellt bis zu diesem Punkt einen wichtigen formalen Unterschied zur Minnedichtung (mehrstrophig) dar. Sangsprüche wurden vorwiegend an Königshöfen vorgetragen, z. B. am böhmischen Přemyslidenhof unter Wenzel I. und Ottokar II. Sangspruchdichtung ist vorwiegend Berufsdichtung, sprich von Autoren kreiert, die von ihrer Kunst leben mussten und somit auf die Gunst ihrer Auftraggeber angewiesen waren.

### Überlieferungsarten
Die älteren Sangsprüche sind vor allem in den großen Liederhandschriften überliefert, wie z. B. zusammen mit Minneliedern in der Manessischen Liederhandschrift (C) oder dem Reinmar von Zweter Corpus (D). Heute zu wissen, nach welchen Melodien Sangsprüche gesungen wurden, verdankt die Forschung unter anderem der Jenaer Liederhandschrift (J), die auch viele Melodien enthält. Die jüngeren Sangsprüche sind insbesondere in Autorhandschriften bzw. Sammelhandschriften der Meistersinger überliefert, z. B. der Kolmarer Liederhandschrift (k).
In Bezug auf die Edition von mittelalterlicher Dichtung lässt sich bei genauerem Hinsehen ein geringeres editorisches Interesse an der Sangspruchdichtung feststellen. Helmut Tervooren listet lediglich ein einziges Werk auf, nämlich Friedrich Heinrich von der Hagens Ausgabe, die Anfang des 19. Jahrhunderts entstand, das mit mehr als einem Dutzend Autoren die bis heute vollständigste Edition der Sangspruchdichtung darstellt.
Rückführbar ist dieses fehlende Interesse der Editoren auf die ästhetische Grundhaltung vor allem der Romantik, die sich lieber mit der hohen Minnelyrik (Minnesang) denn mit Spruchdichtung auseinandersetzte. Aus heutiger Sicht erlaubt aber gerade die Spruchdichtung viele interessante Einblicke in Politik, Lebenssituation, moralische Werte und zwischenmenschliche Beziehungen ihrer Entstehungszeit.
Sangspruchdichtung findet sich in folgenden Handschriften (Auszug):
- in der Kleine Heidelberger Liederhandschrift (UB Heidelberg, cpg 357), etwa 1275
- in der Heidelberger Liederhandschrift cpg 350 (UB Heidelberg, cpg 350), um 1300 und 2. Viertel des 14. Jahrhunderts
- in der Große Heidelberger Liederhandschrift (UB Heidelberg, cpg 848), Manessenhandschrift, Anfang 14. Jahrhundert, 140 Autoren namentlich aufgelistet
- in der Würzburger Liederhandschrift (UB München, 2° Cod. ms. 731), ab 1345
- in der Weimarer Liederhandschrift (Weimar, Herzogin Anna Amalia Bibliothek, Cod. Quart 564), 2. Hälfte des 15. Jh., mit Autoren wie Frauenlob und Walther von der Vogelweide, (auf Papier)
- in der Kolmarer Liederhandschrift  (München, Bayrische Staatsbibliothek, Cgm 4997), um 1460 vermutlich in Mainz oder Speyer entstanden, enthält 940 Lieder, (auf Papier)
- in der Jenaer Liederhandschrift (UB Jena, etwa 1320–1350 entstanden / Sangsprüche bis zu 100 Jahre älter. 56 × 41 cm, Prachtausgabe mit Noten. 28 Dichter)

## Soziales Umfeld
Die gegebenen Rahmenbedingungen im Entstehungsprozess sind andere als bei Minneliedern. Sie sind um den Faktor „Auftraggeber“ erweitert. Ebenfalls zu berücksichtigen sind z. B. die politische, moralische und religiöse Bildung des Dichters selbst. Gemäß den spezifischen Stärken des Dichters (z. B. war Sîgeher ganz besonders bewandert auf dem Gebiet der Politik und der großen Vorgänge im Reich – er warnte vor drohenden Gefahren) war er auch für bestimmte Auftraggeber oder Anlässe interessanter als seine Dichterkollegen.

### Publikum
Adressaten der Sangspruchdichtkunst sind Adelige, Laien und Geistliche. Dabei wenden sich die Dichter an eine „qualifizierte und repräsentative Öffentlichkeit“. Teilweise lassen sich in den Werken auch Klagen der Dichter über zu wenig Freigebigkeit des Publikums erkennen. Zum Beispiel bei Walther, wenn er schreibt: daz man mich bî sô rîcher kunst lât alsus armen. (W. v. d. Vogelweide). Reinmar von Zweter hingegen wettert ganz offen gegen das (seiner Ansicht nach) ungebildete Publikum am Prager Hof. In Sangspruch Nr. 150 wird auch klar, wie metaphorisch und doch deutlich Zustände und Lebenssituation in Sangsprüchen geschildert wurden:
In Spruch Nr. 150 wird deutlich, dass sich die anfängliche Euphorie Reinmars getrübt hat. Mit „Von Rîne sô bin ich geborn, in Österrîche erwahsen, Bêheim hân ich mir erkorn“ (Verszeile 1–2) beschreibt Reinmar zunächst seinen Geburtsort, der entlang des Rheins liegt, Österreich, wo er aufgewachsen ist, sowie sein Wahlheimatland Böhmen. Als Grund für den Wechsel nach Böhmen gibt er relativierend an: „mêre durch den hêrren dan durch daz lant: doch beide sint si guot“ (Verszeile 3). Zweifellos erwartete er am Přemyslidenhof ein qualifiziertes Publikum, das ihm nicht nur Freigebigkeit (mîlte) und Kunstverstand entgegenbrachte, sondern ihn auch persönlich würdigte.
Die folgenden Verszeilen geben Aufschluss darüber, wie er sich vermutlich selbst am Prager Hof fühlte. Reinmar beklagt die fehlende Anerkennung durch das Publikum: „daz mich nieman wirdet“ (Verszeile 6), nicht aber durch den König: „éz ensî ob ers al eine tuot.“ (Verszeile 6). Dass Wenzel I. der Einzige im Publikum war, der ihn würdigte, wird im weiteren Verlauf des Gedichtes noch deutlicher: „ich hân den künec al eine noch, unt weder ritter noch daz roch“ (Verszeilen 10–11) Er führt hier als Metapher für seine Situation bei Hof ein Schachspiel ein, in dem die einzige Figur die Reinmar noch besitzt, die des Königs ist – und er weder über Pferd (ritter) noch Turm (roch) verfügt.
Im weiteren Verlauf seines Aufenthaltes am Hofe Wenzels, verschlechtert sich das Verhältnis zu König und Publikum immer mehr, Aufschluss gibt das wohl letzte überlieferte Gedicht Reinmars von seiner Zeit am Prager Hof (Gustav Roethe grenzt den Zeitraum des Aufenthaltes ein, von 1234 bis zur ersten Hälfte des Jahres 1241).
Im vermutlich letzten überlieferten Gedicht aus seiner Zeit am Prager Hof – Nr. 157 – wehrt sich Reinmar noch ein letztes Mal heftig gegen die böse Rede – „schalkes munt“ (Verszeile 5) – am přemyslidischen Hof. Die Zunge des „leckermundes“ (Schmarotzers, Fressers) (Verszeile 1) sei geschickt und gerissen. Danach stößt Reinmar Flüche und Verwünschungen aus, nennt den Gegner Eiterkloß. Er wünscht den Verderber – vom Höllenhund gebissen – zum tiefsten Grund des Hades, wo ihm immerwährendes Leid widerfahren soll: „Nû snappe dar, ein hellehunt, dû eiterclûs, dû slangengift – ich meine schalkes munt – dû bodengrunt der helle, da wehset dir ein immer werndez leit“ (Verszeilen 4-6).
Damit begnügt sich Reinmar noch nicht: Der Zenit seiner Antipathie kommt zum Schluss. In den Verszeilen 9–12 greift er zum verbalen Maximum und spricht dem niederträchtigen Schwätzer bei Hofe die Einkehr in den christlichen Himmel ab – bezeichnet ihn als der Vergebung Gottes unwert: „Vervluochet bis, dem süezen Gote unmaere“ (Verszeile 12). Einige Zeit nach diesem Gedicht ist Reinmar vom Hofe Wenzels abgezogen. Ob dies schlussendlich aus Selbstschutz oder unfreiwillig geschehen ist, bleibt faktisch unbeantwortet. Angesichts der langen Aufenthaltsdauer an Wenzels Hof, in der seine „zu vornehme Natur“ offensichtlich öfters geplagt wurde, als gut für ihn war, darf man Ersteres für wahrscheinlicher halten.

### Dichter
Die Dichter nannten sich selbst in ihren Werken sänger, singer, tihter, ratgeber, lerer oder meister. Schon diese Bezeichnungen lassen einen Schluss auf ihre sozialen und künstlerischen Funktionen zu, die vor allem didaktischer Natur waren. Ihre Rolle war die des Lehrers, wodurch sich auch die zeittypische Benennung „meister“ = „Magister“ erklärt. Ein großer Unterschied zu Minnesang besteht darin, dass Sangspruchdichter Berufsdichter waren, Minnesänger hingegen fast immer Adelige (z. B. Ritter). Die Sangspruchdichter führten kein sesshaftes Leben, sie waren Fahrende, zumindest bis zum 13. Jahrhundert, in dem dann eine gewisse Bindung an Städte und Höfe einsetzt. Nach und nach etablieren sich die Höfe als Literatur- und Kulturzentren.
Die klingenden Namen der Dichter sind durchaus mit der Absicht gewählt, auf sich aufmerksam zu machen. Deutlich abzulesen sind ihre gegenseitigen Konkurrenzkämpfe, die sich in Form von Dichterfehden manifestierten, zum Beispiel an diesem Ausschnitt:
„des kunst ist gar kleine/ der rehter kunst nie teil gewan/ was kann der? saget mir daz/
Ein affe, ein snudel, ein gouch, ein rint/ bistu den ich da meine/ da bi an allen sinnen blint/
des trage ich uf dich haz/ Ich nente dich wol, wolt’ ich ez tuon/ du sanges lügeneare/
din kunst ist kranker wan ein huon“
Sangspruchdichter sind generell abhängig von ihren Auftraggebern und Gönnern. Eine Stelle aus dem Ausgabenverzeichnis des Passauer Bischofs zeigt, dass abgestuft Kreuzfahrer, dann Pilger, Schüler, Spielleute und zuletzt der Dichter Walther ein Honorar bekommen. Walther erhält nach diesem Verzeichnis fünf solidi longi, was für die Verhältnisse seiner Zeit äußerst großzügig bemessen ist. Die milte, also die Freigebigkeit der Gönner und des Publikums der Dichter, wurde von ihnen immer wieder gefordert, und einige Textstellen zeigen, dass die Sangmeister auch immer wieder darauf aufmerksam machten, dass sie zu bezahlen seien, und sich dafür bedankten.
Wie bei Walther deutlich wird, war er so wie seine Kollegen wohl sehr viel unterwegs: „von der seine unz an die muore, von dem pfâde unz an die trâben“ (Von der Seine bis zur Mur in der Steiermark, vom Po bis zur Trave bei Lübeck)
Der Kunstbegriff der Dichter ist ein spezifischer. Einerseits scheint die Beziehung zwischen Kirche und Dichterstand nicht unbelastet zu sein, weil die Kirche den Dichtern als Vertreter der weltlichen Vitalität, der Musik, Sexualität, Komik und des Tanzes, gespannt gegenübersteht. Dennoch steht für die Dichter an erster Stelle des Kunstbegriffes Gott: Kunst soll …
- Gott und der Welt dienen
- zur Tugend führen
- Kurzweil schaffen
- Kunst gründet sich in wisheit
- Kunst will leren
- dient der warheit
- hat ihren Grund bei Gott

Wichtige Vertreter von Sangspruchdichtung (Auszug):
- Walther von der Vogelweide (zugleich auch Minnesänger)
- Der wilde Alexander
- Muskatblut
- Heinrich von Mügeln
- Sîgeher
- Friedrich von Sonnenburg
- Bruder Wernher
- Der Marner
- Konrad von Würzburg
- Heinrich von Meißen (Frauenlob)
- Rumelant von Sachsen
- Reinmar von Zweter

### Auftraggeber
Bestimmte Sangspruchdichter genossen durchaus hohes Ansehen bei weltlichen Würdenträgern. So konnte aus einem kleinen Auftragsdichter durchaus ein begehrter „Star bei Hofe“ werden. Ihre Stellung am Hof wurde aber genauso oft von konkurrierenden Dichterkollegen bedroht. Die Auftraggeber, meist Kaiser, Könige, Herzöge, Geistliche oder andere finanzkräftige „Sponsoren“, nützten Sangspruchdichter als wertvolle Unterhalter bei Hofe. Einerseits erschienen die Auftraggeber im Ansehen der Öffentlichkeit wie auch des Hofpublikums als kunstverständig, gebildet und belesen. Anderseits konnten sie als Auftraggeber mehr oder weniger frei darüber bestimmen, über welche Themen ihre Günstlinge zu dichten hatten. Sollten die Dichter sie selbst preisen, einen politischen Gegner ins Lächerliche ziehen, das Publikum ermahnen, erziehen, verwünschen oder loben? Ethische, religiöse oder politische Themen aufgreifen? Diese metaphorisch, allegorisch, direkt oder in einer Tierfabel verpackt präsentieren? Wie viel Freiraum die Auftraggeber ihren Sangspruchdichtern bei ihrer Arbeit einräumten, hing vermutlich auch von vielen Faktoren ab, wie z. B.: Bezahlung, Publikum, Sympathie, Persönlichkeit, Stärken und Aufgaben des Dichters uvm.

## Themenbereiche
Die Themen dieser Dichtungsart reichen von Religion über Ethik, Moral, Totenklage, Fürstenpreisung und -tadel, der Kritik an weltlichen und kirchlichen Missständen, der Satire und Polemik bis zur Kritik an Künstlerkollegen, die Dichterfehde also.
Walther stellt in seinem Reichston die Frage, wie man „zer welte sollte leben“. Wenn auch in dieser Frage selbst im Grunde ein zeitloses christliches Problem angesprochen wird, so ist sie dennoch eine repräsentative Aussage und symptomatisch für die Spruchdichtung.
Die Themenauswahl kennt an sich keine Beschränkung, sie korrespondiert aber mit der Auffassung des höfischen Publikums von der Welt und mit den Aufgaben und dem künstlerischen Bewusstsein der Dichter. Dabei ist zu bemerken, dass der Dichter in erster Linie nicht seine persönliche Meinung einzubringen hat, sondern die der Öffentlichkeit, das allgemein Gültige. Das heißt konkret:
- christliche Glaubenslehre und allgemeine Wahrheitslehre,
- Stände- und Herrenlehre,
- allgemeine und spezifische Fragen einer Laienmoral,
- die Ethik des höfischen Lebens,
- Reflexionen über den Zustand der Welt,
- Naturbetrachtung,
- Kosmologisches sowie
- Kunstkritik und Kunstreflexion und
- Politik

Außerdem sind immer wieder Klagen über das Dasein des fahrenden Dichters zu finden (Walther beispielsweise klagt über sein niedriges Einkommen). Die Klagen laufen meist in einem Muster ab, das die ach so miserable Gegenwart mit der Vergangenheit vergleicht.
Das Thema, das sich unablässig durch alle Phasen der Spruchdichtung hindurch zieht, ist die Herrenlehre in all ihren Variationen. In solchen Strophen erörtern die Dichter die wichtigsten gesellschaftlichen Voraussetzungen für Herrschaft und wenden sich dabei an Päpste, Kaiser und Fürsten. Die Sangmeister versäumen in solchen Werken auch nicht, die Wichtigkeit ihres Berufsstandes zu betonen und den jeweiligen Gönner zu preisen, von dessen Wohlwollen sie ja abhängig sind. Hier sei noch einmal betont, dass Sangspruchdichter nicht nur zu ihrem Vergnügen dichteten, sondern hauptberuflich Gedichte und Lieder schrieben, von dieser Arbeit also leben mussten.
Die Themenschwerpunkte bis 1200 etwa bildeten also hauptsächlich Moral und Lebensführung. Mit Walther von der Vogelweide, Bruder Wernher und Reinmar von Zweter gewinnen politische Themen immer mehr an Gewicht.
An Walthers Beispiel lässt sich sehr gut darstellen, was es für einen Dichter in dieser Zeit bedeutet hat, politisch zu schreiben. Die politische Themenauswahl der Dichter lässt sich nicht mit dem heutigen Begriff der Politkritik vergleichen. Walther stand anfangs auf der Seite der Staufer und schrieb für Philipp von Schwaben. Später allerdings wechselte er zur Seite Ottos IV. und somit zu den Welfen. Dieser politische Wankelmut des Dichters, den man auch als Opportunismus bezeichnen könnte, ist das Produkt der Abhängigkeit der Dichter. Walther schrieb nun einmal für seinen Gönner. Es erübrigt sich also, näher darauf einzugehen, dass der Dichter nur schreiben konnte, was auch im Sinne seines Gönners war.
Helmut Tervooren teilt die Intentionen der Dichter in drei Bereiche:
- moralisch-didaktische Intention (Belehren des Publikums)
- persönlich-gesellschaftliche Intention (Medium der Selbstdarstellung der Dichter und der Positionierung des Berufsstandes der Dichter in der Gesellschaft)
- persönlich-existentielle Intention (Medium, um bei den Gönnern um Lohn zu werben)

## Tendenz von Sangsprüchen
Die Tendenzgebundenheit eines Sangspruches dient in der germanistischen Mediävistik dazu, einen Sangspruch schnell und effizient bezüglich seiner Intention bzw. Ausrichtung einzuordnen. Gleichzeitig soll sie rasch Aufschluss darüber geben, wie Dichter Position bezogen. So kann man sehen, ob ein Dichter seine Meinung (oder die seines Auftraggebers?) zu einem Thema verändert hat um z. B. nach einem Wechsel an einen anderen Hof in die jeweilige Sicht der dort herrschenden Auftraggeber zu passen – oder eben das Gegenteil zu tun. Sind z. B. das Entstehungsdatum, Autor und Ort bekannt, kann mit Hilfe von anderen historischen Fakten wie (Urkunden, kriegerischen Auseinandersetzungen etc.) ein grobes Bild von der Persönlichkeit des Dichters und der Situation am jeweiligen Hof gezeichnet werden. So kann z. B. beobachtet werden, wie Sangspruchdichter in der Zeit ihres Dienstverhältnisses an Hof A Meinung X vertraten, kurz darauf aber an Hof B Meinung Y (welche Gegenposition zu Meinung X ist.) Siehe auch Punkt 4 „Opportunismus“. Wie sich dieser auf die Textform ausgewirkt hat, siehe unter Punkt 6 bei „Textvarianten“.
Tendenzen können z. B. sein: „Preis“, „Schelte“, „Mahnung“, „Tadel“, „Aufforderung“, „Weckrufe“, „Exempel“ (Tierfabel) usw.

## Form und Vortrag
Anfänglich bedienten sich Minnesang wie auch Spruchdichtung des viertaktigen Verses und einer Verbindung durch Paarreime, die zu eindeutig gebauten Strophen zusammengefasst wurden, deren letzte Verszeile verlängert wurde und so den Schluss signalisierte. Später werden für die Spruchdichtung neue Reimformen eingeführt: der Kreuzreim, der umschlingende Reim sowie der Schweifreim. Während sich für den Minnesang neue Verslängen etablieren, die von 2- bis 8-hebigen Versen reichen, bleibt die Sangspruchdichtung noch vorerst der Viertaktigkeit verpflichtet. Typisch sind also:
Versformen:
- Vierhebige Verse
- Langzeilen (aus 2 verschiedenwertigen Einheiten mit An- und Abvers)

Kadenzen:
- männliche als Hauptkadenzen (also Hebung am Ende)
- weibliche eher selten
- klingende Kadenzen (Spezifikum mittelalterl. Dichtung: zweisilbiges Wort, Versende auf beschwerter Hebung und Nebenhebung wie bei: ich saz ûf einem stéinè)

Reim:
- Viel weniger Variation als beim Minnesang
- reiner Vollreim vorherrschend
- vereinzelt: Assonanzen und unreine Reime

Anstatt einen völlig neuen Sangspruch zu komponieren, kamen sehr oft dieselben „Töne“ zum Einsatz, also Melodien. Diese konnten mit mehreren Texten kombiniert werden. Viele Sangspruchdichter benannten ihre Töne nach eigenen Erkennungsmerkmalen, z. B. Reinmar von Zweters Frau-Ehren-Ton (nach der von Reinmar mehrfach verwendeten Personifikation von Frau Ehre), Frauenlobs Langer Ton (im Gegensatz zu seinem Kurzen-Ton).
Auf Schriftebene mussten des Öfteren Anpassungen vorgenommen werden, Namen getauscht werden, Bezüge und Aussagen relativiert oder verstärkt werden. Textvarianten sind, wenn man so will, das Ergebnis von Wankelmut und Zeitdruck der Berufsdichter (oder Bequemlichkeit und Effizienz?). Technisch gesehen wurde das entweder durch das Anlegen eines neuen oder Palimpsest eines bestehenden Dokumentes bewerkstelligt. Dies konnte durch zwei Wege geschehen, und zwar:
- Aktualisierung:

Der Text wird der aktuellen Situation angepasst, indem Bezüge zu aktuellen Themen hergestellt werden (weltlich, religiös, Herrscher, Kriege, Wahlen etc.). Meistens durch Textänderung oder Texterweiterung.
- Entaktualisierung:

Identifizierende Anhaltspunkte werden entweder umgeschrieben (Textänderung) oder gekürzt (Textkürzung) um Bezüge zu aktuellen Themen zu verschleiern.
Die Verfahren dazu:
- Texterweiterung:

Zeilen oder Strophen treten zum ursprünglichen Textumfang hinzu.
* Textkürzung:
Zeilen oder Strophen vom ursprünglichen Textumfang werden entfernt.
* Textänderung:
Der Text behält seinen Umfang, jedoch werden Wörter innerhalb des Textes geändert.